# Alfredo Alcalá (historietista)
Alfredo P. Alcalá (23 de agosto de 1925 – 8 de abril de 2000) fue un dibujante de cómic filipino, nacido en Talisay, Negros Occidental en las Filipinas.

## Biografía
Interesado en las historietas desde niño, Alcalá fue un dibujante autodidacta en su mayor parte. Abandonó los estudios en su adolescencia trabajando como ilustrador de anuncios y letreros comerciales. También fue diseñador de mobiliario en una herrería.
Comenzó a dibujar historietas tras la Segunda Guerra Mundial. En 1948 inició su carrera en Bituin Komiks pasando después a Ace Publications, a la sazón el mayor editor de historietas filipino.
Incursiona en el cómic estadounidense  con Voltar en 1963. Ganador de numerosas distinciones, finalmente llega a DC Comics a principios de la década de los 70.
Mudándose a Nueva York en 1976, trabaja para la editorial Warren Publishing en 1977 ilustrando 39 historias hasta 1981.
A principios de los 80, Alcalá pasa a Marvel donde dibuja Conan el Bárbaro y junto con Don Newton ilustra Batman.
Falleció en el año 2000 de cáncer.
Alfredo Alcalá estuvo casado con Lita, con quien tuvo dos hijos.
De estilo vigoroso y cinético, Alcalá jamás utilizaba asistentes en su trabajo. Era famoso por su rapidez, llegando a entregar hasta una docena de páginas de dibujos terminadas en un día.
- Datos: Q355082